# Ludwig Rickert
Ludwig Rickert (* 20. Juli 1897 in Schelze bei Posen; † 4. Oktober 1963 in Wuppertal) war ein deutscher Lehrer und von 1933 bis 1945 der nationalsozialistische Oberbürgermeister von Bonn.

## Leben
Rickert begann nach der Schule eine Ausbildung zum Lehrer. 1917 unterbrach er diese und trat in den Militärdienst ein. Im Krieg erlitt er schwere Verwundungen und geriet in britische Gefangenschaft, aus der er 1919 entlassen wurde. Er schloss seine Ausbildung ab und trat in den Volksschuldienst ein. 1923 nahm er ein Studium auf und erhielt 1927 das Handelslehrer-Diplom. Seit 1925 in Herne tätig, wechselte er nach seinem Abschluss an die städtischen Berufs- und Handelsschulen in Bonn und wurde 1927 Bediensteter der Stadt Bonn. Bis 1930 blieb er an der Kölner Universität in der Rechts- und Staatswissenschaftlichen Fakultät eingeschrieben.
Zum 1. Februar 1930 trat Rickert in die NSDAP ein (Mitgliedsnummer 204.466), wo er als einer der wenigen Akademiker rasch Karriere machte. Bereits 1931 war er Ortsgruppenleiter von Beuel, 1932 übernahm er die Kreisleitung Bonn-Land. Sein Eintreten für die Partei mit Redeauftritten und Artikeln im „Westdeutschen Beobachter“ führte bald zum Gegensatz mit seinem Arbeitgeber. Aufgrund seiner Angriffe auf den Oberbürgermeister und den Direktor der städtischen Handelsschule wurde er suspendiert und ein Disziplinarverfahren gegen ihn eingeleitet. 
Die Machtübernahme Adolf Hitlers im Januar 1933 bereitete den Nationalsozialisten auch den Weg für die Eroberung der Gemeinden. Kurz nach den Kommunalwahlen am 13. März 1933 übernahm Rickert die kommissarische Leitung der Stadtverwaltung und im Juni 1933 wählte ihn die Mehrheit der Stadtverordneten auch formal zum Oberbürgermeister. In diesem Amt blieb er bis März 1945. Kurz vor Sprengung der Bonner Rheinbrücke setzte er sich auf das rechte Rheinufer ab.

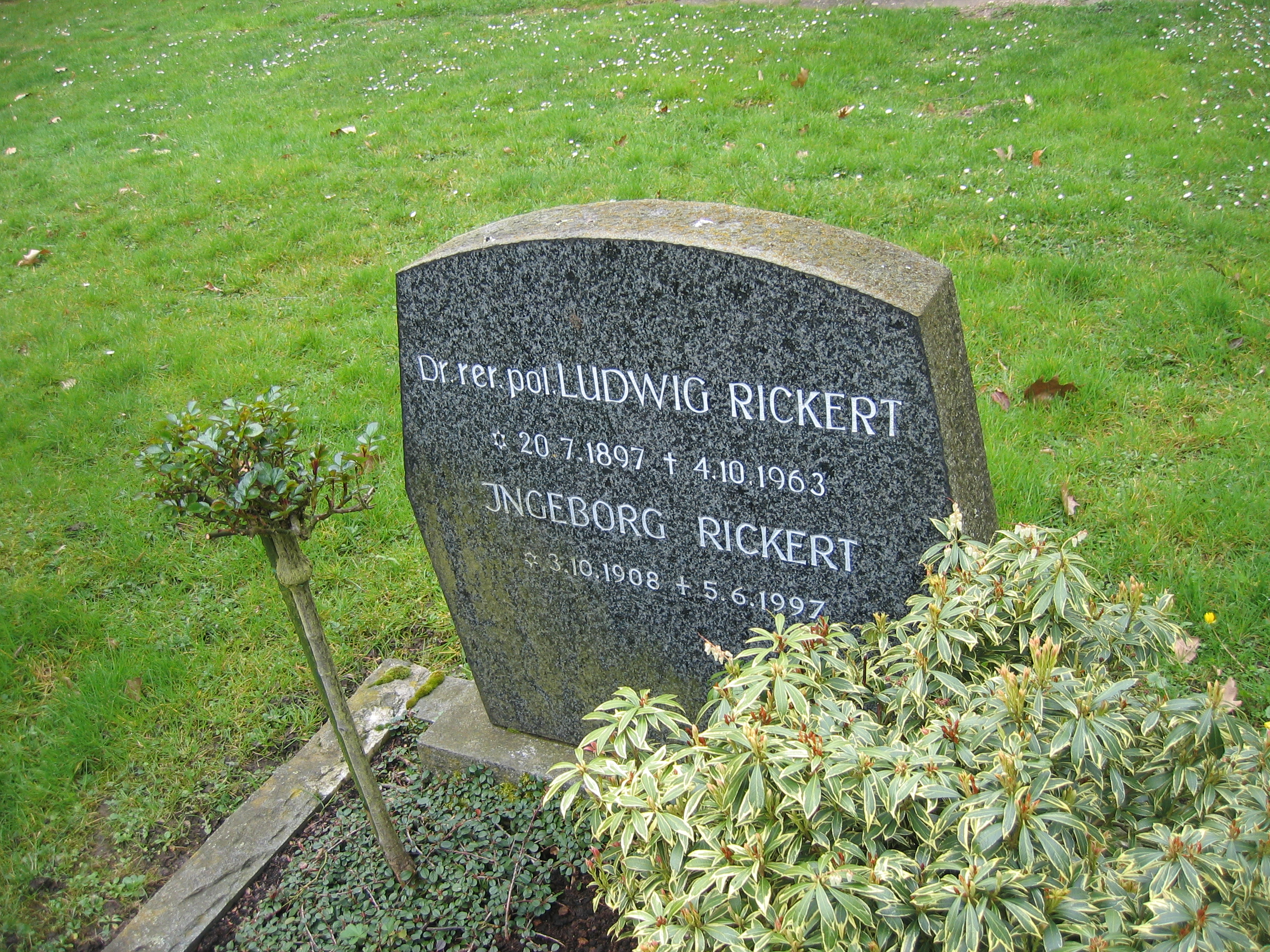
Grabstein von Ludwig Rickert auf dem Bonner Nordfriedhof

Im Mai 1945 kam er für drei Jahre in Internierungshaft. Ein bereits 1945 eingeleitetes Verfahren wegen Verbrechens gegen die Menschlichkeit vor dem Landgericht Wuppertal musste aus Mangel an Beweisen eingestellt werden. Ein weiteres vom Rat der Stadt Bonn 1946 angestrengtes Verfahren stellte das Landgericht Bonn nach der Voruntersuchung 1951 ein. Im August 1948 war Rickert bereits von den Briten aus der Internierungshaft entlassen worden. Sein Entnazifizierungsverfahren verzögerte sich, da die Akten für das Strafverfahren benötigt wurden und nicht zur Verfügung standen. Am Ende des Strafverfahrens hatte die nordrhein-westfälische Landesregierung bereits den Abschluss der Entnazifizierung verkündet. Um ein Entnazifizierungsverfahren kam Rickert damit herum. Ein 1953 eingeleitetes Dienstordnungsverfahren zog sich vor dem Landesverwaltungsgericht bis 1957 hin und wurde dann eingestellt. Dadurch war Rickert berechtigt, ein Ruhegehalt zu beziehen. Da der Regierungspräsident 1956 verfügt hatte, die Oberbürgermeisterzeit nicht anzurechnen, klagte Rickert dagegen. Das Landesverwaltungsgericht wies die Klage 1958 jedoch zurück, was das Oberverwaltungsgericht Münster ein Jahr später bestätigte.
Beruflich war Rickert wieder als Handelslehrer tätig, 1956 war er stellvertretender Leiter der privaten Handelsschule in Rahden/Westfalen.